# Esquerra Independentista (ERC)
|  | Aquest article tracta sobre el corrent d'ERC. Vegeu-ne altres significats a «Esquerra Independentista». |

Esquerra Independentista (EI) fou un corrent d'opinió intern amb l'objectiu d'impulsar un canvi de direcció d'Esquerra Republicana de Catalunya des de dins del partit. Fou promogut per Uriel Bertran, economista i diputat d'ERC al Parlament de Catalunya. El seu portaveu fou l'economista Francesc Sànchez. Esquerra Independentista també fou impulsat, entre d'altres, per la professora de Lògica de la UAB, Pilar Dellunde, la degana de la Facultat d'Econòmiques de la UB, Elisenda Paluzie i el professor de dret constitucional de la UPF i escriptor, Hèctor López Bofill. El moviment nasqué el 5 de juny de 2007, per tal d'oferir una opció alternativa a Reagrupament (en aquells moments, corrent interna d'ERC) que mantingués l'ideari d'esquerra republicana del partit, davant del Congrés Extraordinari convocat per Joan Carretero, ex-Conseller de Governació de la Generalitat de Catalunya pel partit republicà. Finalment, el corrent es dissolgué el 10 d'agost de 2010 davant la creació de la candidatura Solidaritat Catalana per la Independència i la integració en ell del seu líder Uriel Bertran i d'alguns caps visibles del corrent, tot i que la major part dels adherits van continuar militant dins d'Esquerra Republicana de Catalunya.
Al seu web, actualment inactiu, es va publicar el següent text:
| « | Esquerra Independentista va néixer fa tres anys com a corrent d'opinió per renovar ERC i redreçar la seva estratègia amb un full de ruta clar per la independència. Els esdeveniments polítics de les darreres setmanes han comportat la dissolució d'Esquerra Independentista, tot respectant les decisions que respecte a la militància política puguin prendre els seus membres a nivell personal. | » |